# Prairie View, Texas
Prairie View är en ort i Waller County i delstaten Texas. Vid 2010 års folkräkning hade Prairie View 5 576 invånare.

## Kända personer från Prairie View
- Debra Sapenter, friidrottare